# 村田保
村田 保（むらた たもつ、1843年1月（天保13年12月） - 1925年〈大正14年〉1月7日）は明治時代の法制官僚、政治家。幼名は虎之助。元老院議官、貴族院勅選議員、水産伝習所二代目所長、大日本水産会副総裁、大日本塩業協会初代会長、大日本缶詰業連合会初代会長。
父は肥前唐津藩・小笠原氏の家臣の浅原耕司。本因坊秀哉は甥（兄の息子）。

## 生涯

### 生い立ち
天保13年12月（1843年1月）、大坂中之島唐津藩蔵屋敷に生まれた。嘉永4年（1851年）頃江戸に出て、幕臣村田氏を継ぎ、若山壮吉、林兵部少輔に学んだ。依田市左衛門に弓術、剣道、山岡静山（高橋泥舟の兄）に槍術、小林金之丞に馬術を習った。
安政4年（1857年）頃本郷大根畠稽古場の貸馬飛雀に乗り、求めに応じて浅草寺を往復して見せたところ、馬が暴れて路傍にいた子供を殺してしまったため、馬を殺し、自らも一端乗馬をやめたという。
後、イタリアの曲馬師チャリネに対抗して曲馬術を練習し、1888年（明治21年）6月21日、九段坂の自邸で披露し、後に御馬場で天覧が行われた。

### 新政府での法整備
明治元年（1868年）昌平学校に出仕し、明治2年（1869年）1月水本成美、鶴田皓、長野文炳と共に新律取調を命じられた。当初明清律を参照して新律綱領を編纂した。
新律綱領の編纂中、箕作麟祥の翻訳したフランス民法典を閲覧して西洋法制の優位性を認め、明治4年（1871年）1月23日から1873年（明治6年）9月27日までイギリスへ留学し、刑法を学んだ。帰国後、木戸孝允、伊藤博文に新律改正の必要性を訴え、左院刑法取調局で刑法改正に従事した。また、旧幕時代に投獄されたままの収監者の罪状決定を促して府下罪囚取締仮規則を作らせ、また軍鶏と呼ばれた拷問を廃止させた。
1877年（明治10年）ボアソナードを交えて刑法草案が練り直されることとなり、草案審査委員の一員として参加した。
1880年（明治13年）5月5日から1881年（明治14年）7月26日までドイツに留学、ルドルフ・フォン・グナイストに行政裁判法、アルバート・モッセに憲法、アドレーに自治、ベルネに刑法を学んだ。
帰国後、法律取調委員会に属して民法、商法、民事訴訟法等の制定に当たったが、条約改正を急ぐ急進派が民法典、商法典を公布すると、日本社会に適合しないとして強い反対の立場を取り、法案延期を画策した（法典論争）。

### 法典論争での延期工作
1890年（明治23年）5月法案が元老院に上程されると、首相山縣有朋に働きかけ、民法、商法の施行延期を取り付けた。「商法施行延期ヲ請フノ意見書」9月帝国議会が開設されると、自身も貴族院議員に勅選され、民法及商法施行条例施行延期議案を貴族院に提出し、採択された。明治24年1月、小畑美稲と共に「民法及商法の修正の件」を建議、1892年（明治25年）5月「民法商法を修正する為め二十九年十二月三月十一日迄之が施行を延期する法律案」を提出し、5月16日賛成多数で可決された。

### 水産振興
ドイツ留学時、グナイストと当時ベルリンで開催されていた万国水産博覧会の話に及び、日本の漁獲量がその豊富な水産資源に比して少ない点を指摘され、ドイツ水産会の存在を教えられたため、同様の機関設立を山田に諮り、1882年（明治15年）1月大日本水産会が設立され、名誉会員、漁業法律学芸委員に就任した。
1888年（明治26年）、深刻化する漁場紛争や乱獲問題に対処するため、漁業権等について定めた漁業法案を提出したが、二度とも成立には至らなかった。
1889年（明治22年）水産伝習所長に就任し、1894年（明治27年）日清戦争に際し、かつてドイツでヘルムート・カール・ベルンハルト・フォン・モルトケに普仏戦争の勝因は缶詰だと聞いたため、缶詰を製造して軍部に送った。
1896年（明治29年）3月、日本近海に進出する他国漁船に対抗するため、日本の遠洋漁業に対し補助金を要請する議案を貴族院に提出した結果、1897年（明治30年）遠洋漁業奨励法が公布された。
1897年（明治30年）3月、1891年（明治24年）より再三農林大臣に請願していた水産局復活が時の大隈重信大臣に認められ、6月復活した。
1896年（明治29年）、水産調査会で水産博覧会開催が決定されると、これを議会に諮って可決され、1897年（明治30年）9月から11月まで神戸市で第二回水産博覧会が開催された。1897年（明治30年）、規模拡大により財政維持が困難となっていた水産伝習所の官設化を議会に働きかけ、3月官設水産講習所が設置された。1898年（明治31年）1月、大日本水産会において小松宮彰仁親王に水産翁の称号を賜った。

### 塩業・缶詰業
十州塩田同盟が大日本塩業協会を組織すると、その会長に選ばれた。1898年（明治31年）議会に塩業調査所設置を建議して可決され、塩業調査会が発足し、会長に任命された。
1905年（明治38年）11月、全国缶詰業連合会が発足、会長に就任、1906年（明治39年）大日本缶詰業連合会と改称した。1908年（明治41年）輸入練乳に対抗するため、国産品の原料戻し税導入を訴え、練乳原料砂糖戻税法が発布された。

### シーメンス事件弾劾演説
1914年（大正3年）第1次山本内閣がシーメンス事件が起こすと、これに酷く憤慨し、3月1日山本権兵衛に辞職を強く求め、壇上で「閣下の面貌は監獄へ行けば類似のものは沢山あると言って居ります」「今日小学校の児童なりと雖も、閣下を土芥糞汁の如く悪口を致して居る」「不徳義千万なる卑劣漢」などと強く非難、議長徳川家達に議院法92条違反との注意を受け、議員を辞職し、鎌倉郡腰越に退隠した。
鎌倉安養院の祇園山を借りて別荘とし、山一面に人形を配置し、村田山、人形山とも呼ばれた。
1925年（大正14年）、腎炎のため死去。

## 官歴
- 1868年（明治元年）
  - 12月2日 鎮守府、昌平学校出仕[3]
- 1869年（明治2年）
  - 1月24日 昌平学校教授試補[3]
  - 6月 刑法官出仕[3]
  - 7月27日 大学少助教[3]
- 1870年（明治3年）
  - 1月2日 刑部権大録[3]
- 1871年（明治4年）
  - 8月15日 司法権大録[3]
- 1874年（明治7年）
  - 1月25日 司法権大解部[3]
  - 1月31日 司法大解部[3]
  - 2月14日 太政官五等議官、法制課副議長[3]
  - 6月14日 左院刑法取調専務、正七位[3]
- 1875年（明治8年）
  - 9月22日 太政官三等法制官[3]
  - 10月24日 従六位[3]
- 1877年（明治10年）
  - 1月18日 太政官小書記官[3]
  - 1月19日 太政官法制局専務[3]
  - 12月25日 刑法草案審査委員[3]
- 1879年（明治12年）
  - 10月24日 治罪法草案審査委員[3]
  - 12月2日 太政官権大書記官[3]
  - 12月17日 正六位[3]
  - 12月18日 外務権大書記官[3]
- 1880年（明治13年）
  - 3月3日 法制部専務[3]
- 1881年（明治14年）
  - 3月11日 刑法草案審査委員、治罪法審査委員被免[4]
  - 10月25日 参事院議官補、法制部勤務[3]
  - 11月28日 従五位[3]
- 1882年（明治15年）
  - 6月17日 勲五等[3]
  - 9月7日 太政官大書記兼内務大書記官、内務省取調局長[3]
  - 9月27日 中央衛生会委員[3]
  - 12月4日 内務局事務取扱[3]
- 1884年（明治17年）
  - 8月1日 元老院大書記官兼任[3]
  - 8月2日 調査課勤務[3]
- 1885年（明治18年）
  - 4月2日 元老院議官、三等官相当[3]
  - 6月5日 正五位[3][29]
  - 11月19日 勲四等旭日小綬章[3][30]
- 1886年（明治19年）
  - 3月30日 勅任官二等[3]
  - 10月28日 従四位[3][31]
- 1887年（明治20年）
  - 5月27日 勲三等旭日中綬章[4][32]
  - 11月4日 法律取調委員[3]
- 1889年（明治22年）
  - 11月25日 大日本帝国憲法発布記念章[4][33]
- 1890年（明治23年）
  - 1月21日 高等法院予備裁判官[3]
  - 9月29日 貴族院議員[34]
  - 10月20日 非職、錦鶏間祗候[4]
  - 11月4日 依願免本官[4]
- 1891年（明治24年）
  - 3月30日 勲二等瑞宝章[3]
  - 5月5日 法律取調委員被免[3]
- 1892年（明治25年）
  - 10月7日 民法商法施行取調委員[3]
- 1893年（明治26年）
  - 4月13日 法典調査会主査委員[3]
  - 4月22日 水産調査委員会委員長[3]
  - 8月11日 第四回内国勧業博覧会評議員[3]
- 1894年（明治27年）
  - 3月31日 法典調査会委員[3]
  - 5月21日 正四位[3]
  - 7月13日 大婚二十五年祝典之章[3]
  - 10月26日 従三位[3]
- 1895年（明治28年）
  - 1月20日 第四回内国勧業博覧会審査官兼務[3]
  - 4月20日 第四回内国勧業博覧会事務局第四部長[3]
  - 5月15日 水産調査会会長[3]
- 1896年（明治29年）
  - 3月26日 藍綬褒章[3]
  - 4月23日 第二回水産博覧会審査官長[3]
  - 11月14日 臨時博覧会評議員[3]
- 1898年（明治31年）
  - 3月8日 農商工高等会議臨時委員[3]
  - 8月15日 塩業調査会会長[3]
  - 10月22日 法典調査会第二部兼務[3]
- 1900年（明治33年）
  - 6月12日 第二回水産博覧会審査官長[3]
- 1901年（明治34年）
  - 6月19日 第五回内国勧業博覧会評議員[3]
  - 11月29日 第五回内国勧業博覧会審査第三部長[3]
- 1902年（明治35年）
  - 1月10日 第五回内国勧業博覧会第一部勤務[3]
  - 3月31日 法典調査会委員罷免[3]
- 1903年（明治36年）
  - 5月21日 - 金杯一組[35]
  - 12月14日 旭日重光章[3][36]
- 1906年（明治39年）
  - 4月1日 - 勲一等瑞宝章[37]
  - 6月8日 法律取調委員会委員[3]
  - 6月14日 博覧会開設臨時調査会委員[3]
- 1907年（明治40年）
  - 5月21日 法律取調委員[3]
  - 9月21日 勲一等瑞宝章[3]
- 1908年（明治41年）
  - 6月6日 日本大博覧会評議員[3]
- 1909年（明治42年）
  - 4月19日 日英博覧会評議員[3]
- 1912年（大正元年）
  - 8月1日 韓国併合記念章[4]
- 1914年（大正3年）
  - 3月16日 貴族院議員依願退職[3]・依願錦鶏間祗候被免[38]
  - 3月23日 法律取調委員依願退職[3]
- 1925年（大正14年）
  - 1月9日 正三位[4][39]

## 著作

### 単著
- 『刑法註釈』内田彌兵衛、1880年7月。 NCID BN07322124。
  - 『刑法註釈』（2版）内田彌兵衛、1881年5月。全国書誌番号:40027630。
- 『治罪法註釈』内田正栄堂、1880年9月。 NCID BA54225890。全国書誌番号:40028637。
- 『刑法註釈・治罪法註釈』（合本版）内田正栄堂、1881年1月。全国書誌番号:40027639。
- 『民法註釈』 財産編、村田保、1890年7月。全国書誌番号:40026054。
- 『村田大日本水産会幹事長談話筆記』香川県、1894年4月。全国書誌番号:40064084。
- 相馬由也 編『政治道徳論』公民同盟出版部〈公民同盟叢書 第4巻〉、1915年6月。 NCID BN04699410。全国書誌番号:43004379。
- 『老人より青年へ』二松堂書店、1916年6月。 NCID BA38200414。全国書誌番号:43023293。

### 翻訳
- 『英国刑律摭要』村上勘兵衛、1874年9月。 NCID BA32331136。全国書誌番号:40027228。
- 『英国法家必携』有隣堂、1875年7月。 NCID BB09073241。全国書誌番号:40021550。
- 『英国議院章程』内田彌兵衛、1875年11月。 NCID BA54687014。全国書誌番号:40023626。

### 編集
- 『律例権衡便覧』村上勘兵衛等、1876年3月。 NCID BA36239736。全国書誌番号:40028027。

### 共編著
- 村田保、山脇玄『独逸法律書』内務省総務局、1888年5月。全国書誌番号:40022904。

### 日本立法資料全集（復刻版）
- 『独逸法律書』 第1冊、信山社出版〈日本立法資料全集 別巻457〉、2007年9月。ISBN 9784797252958。
- 『独逸法律書』 第2冊、信山社出版〈日本立法資料全集 別巻458〉、2007年9月。ISBN 9784797252965。
- 『独逸法律書』 第3冊、信山社出版〈日本立法資料全集 別巻459〉、2007年10月。ISBN 9784797252972。
- 『独逸法律書』 第4冊、信山社出版〈日本立法資料全集 別巻460〉、2007年10月。ISBN 9784797252989。
- 『独逸法律書』 第5冊、信山社出版〈日本立法資料全集 別巻461〉、2007年10月。ISBN 9784797252996。
- 『独逸法律書』 第6冊、信山社出版〈日本立法資料全集 別巻462〉、2007年11月。ISBN 9784797253009。
- 『独逸法律書』 第7冊、信山社出版〈日本立法資料全集 別巻463〉、2007年11月。ISBN 9784797253016。
- 『独逸法律書』 第8冊、信山社出版〈日本立法資料全集 別巻464〉、2010年1月。ISBN 9784797253023。
- 『独逸法律書』 第9冊・目録、信山社出版〈日本立法資料全集 別巻465〉、2010年1月。ISBN 9784797253030。
- 『律例権衡便覧』 自第1冊至第5冊、信山社出版〈日本立法資料全集 別巻784〉、2012年6月。ISBN 9784797264289。
- 『刑法註釈』 上巻（巻1～巻4）、信山社出版〈日本立法資料全集 別巻893〉、2015年8月。ISBN 9784797271966。
- 『刑法註釈』 下巻（巻5～巻8）、信山社出版〈日本立法資料全集 別巻894〉、2015年8月。ISBN 9784797271973。
- 『治罪法註釈』 上巻（巻1～巻4）、信山社出版〈日本立法資料全集 別巻895〉、2015年8月。ISBN 9784797271980。
- 『治罪法註釈』 下巻（巻5～巻8）、信山社出版〈日本立法資料全集 別巻896〉、2015年8月。ISBN 9784797271997。

## 親族
- 父：浅原耕司[1]
- 父：村田鎌六[2]
- 母：福田氏[1]
- 妻：村田貞子 - 斎藤桃太郎姉[1]。
- 長男：村田詮太郎 - 1869年（明治2年）12月生[2]。
- 次男：浅原慎次郎 - 医学博士[1]。
- 三男：村田乙三郎 - 1880年（明治13年）10月生、京橋区新富町6番地ノ1に分家[2]。
- 養子：村田末吉 - 1901年（明治34年）11月生、実母は田中よね[2]。
- 次女：敏 - 1905年（明治38年）10月生[2]。
- 三女：経子 - 1907年（明治40年）10月生[2]。
- 養女：福子 - 1906年（明治39年）5月生、実母は田中よね[2]。
- 甥（兄：田村保永の息子）：本因坊秀哉[5]